# Canton de Mulhouse-Ouest
Le canton de Mulhouse-Ouest est une ancienne division administrative française, située dans le département du Haut-Rhin, en région Grand Est. Le canton de Mulhouse-Ouest faisait partie de la cinquième circonscription du Haut-Rhin. Entièrement situé sur la commune de Mulhouse, il avait une superficie de 5,58 km2 et comptait 26 241 habitants en 2011.

## Composition
- Mulhouse (quartiers ouest)

## Représentation
Canton créé en 1958 (redécoupage des cantons de Mulhouse-Nord et Mulhouse-Sud, décret du 26 février 1958).
| Période | Période | Identité          | Étiquette            | Qualité |
| ------- | ------- | ----------------- | -------------------- | --- |
| 1958    | 1964    | Emile Kienzler    | SFIO                 | Médecin et homéopathe Adjoint au Maire de Mulhouse |
| 1964    | 1976    | Othon Faller      | MRP puis CD puis CDP | Journaliste à Mulhouse |
| 1976    | 1982    | Alphonse Bihry    | UDR puis DVD         | Fonctionnaire des Impôts Retraité, conseiller municipal de Mulhouse (1959-1977)                                                                                  |
| 1982    | 1988    | Bernard Stoessel  | UDF-CDS              | Médecin généraliste à Mulhouse, conseiller régional |
| 1988    | 2015    | Pierre Freyburger | PS                   | Professeur d'éducation physique et sportive Adjoint au maire de Mulhouse (1989-2007) Suppléant de Jean-Marie Bockel Conseiller municipal de Mulhouse (2007-2015) |